# Cold Winds on Timeless Days
Cold Winds on Timeless Days è il secondo album del gruppo statunitense Charred Walls of the Damned.

## Tracce
1. Timeless Days – 6:03
2. Ashes Falling upon Us – 5:26
3. Zero Span – 5:23
4. Cold Winds – 3:45
5. Lead the Way – 5:58
6. Forever Marching On – 4:30
7. Guiding Me – 4:36
8. The Beast Outside My Window – 5:21
9. On Unclean Ground – 4:10
10. Bloodworm – 4:20
11. Admire the Heroes – 4:00
12. Avoid the Light – 4:24

## Formazione
- Ripper Owens (Iced Earth, Judas Priest)  - voce
- Richard Christy (Death, Control Denied, Iced Earth) - batteria
- Jason Suecof - chitarra
- Steve DiGiorgio (Sadus, Death, Testament) basso